# 塔納龍角

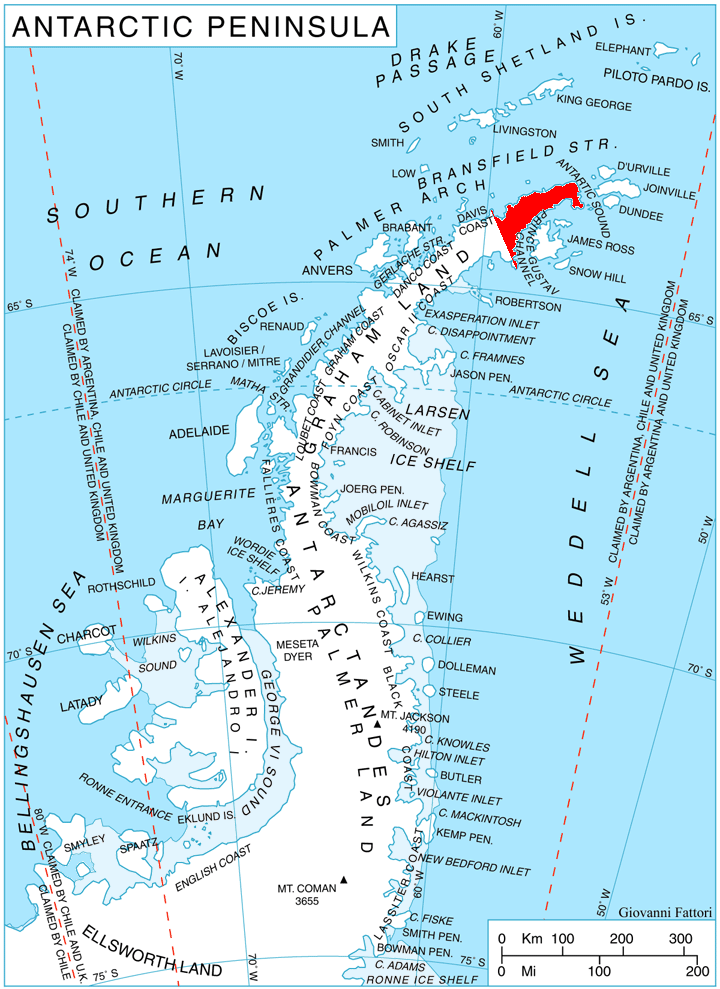

塔納龍角（英語：Thanaron Point）是南極洲的海岬，位於葛拉漢地的特里尼蒂半島，處於羅克莫雷爾角東北面15公里，是馬洛拉德冰川終點的東面，在1838年由法國探險隊命名。

## 外部連結
- Trinity Peninsula. Scale 1:250000 topographic map No. 5697. Institut für Angewandte Geodäsie and British Antarctic Survey, 1996.

63°30′S 58°40′W / 63.500°S 58.667°W